# Kristen Framtid
Kristen Framtid är ett norskt politiskt parti, grundat 2001 av Ivar Kristianslund och andra avhoppare från Kristet Samlingsparti. Kristianslund och hans anhängare lämnade partiet i protest mot att den nyvalda partistyrelsen tillät kvinnor i olika förtroendeuppdrag.